# Баддингтонит
Баддингтони́т — минерал, относящийся к группе полевых шпатов.

## Местонахождения
- Тонопах, Невада[2].
- Гидротермальные поля Новой Зеландии[3].
- Айдахо[4].
- Южная Дакота[5].
- Вайоминг и Монтана.
- Квинсланд, Австралия[6].

## Происхождение названия
Назван в честь Артура Фрэнсиса Баддингтона, петролога из Принстонского университета.